# Bitwa pod Czeską Skalicą
Bitwa pod Czeską Skalicą (niem. Schlacht bei Skalitz) – starcie zbrojne, które miało miejsce 28 czerwca 1866 pod miastem Česká Skalice koło Náchodu, podczas wojny austriacko-pruskiej. Na północny wschód od Hradca Králové między pruskim V Korpusem a austriackim VIII Korpusem podczas wojny prusko-austriackiej o hegemonię w Związku Niemieckim.
Bitwa była niemal bezpośrednim następstwem starcia pod Náchodem. Pomimo defensywnego uszykowania VII korpusu austriackiego, bitwa zakończyła się jego ciężką porażką i częściową dezorganizacją. W jej wyniku pruski V korpus mógł bez przeszkód wejść w głąb Czech.